# ساوث آرم، تاسمانی
ساوث آرم (به انگلیسی: South Arm) یک حومه شهر در استرالیا است که در تاسمانی واقع شده‌است.